# Nymphicus hollandicus
La cacatúa ninfa, cocotilla o carolina (Nymphicus hollandicus) es una especie de ave psitaciforme de la familia de las cacatúas y única especie del género Nymphicus. Es una especie endémica de Australia y una de las aves usadas como mascota más comunes, ocupando el segundo lugar en popularidad después del periquito australiano, además de ser la especie de cacatúa más pequeña del mundo.
La cacatúa ninfa es la única especie del género Nymphicus. Anteriormente se la había emparentado con los loros encrestados o considerado como una cacatúa de pequeño tamaño. Sin embargo, estudios recientes de biología molecular la han asignado como subfamilia específica: Nymphicinae.[cita requerida]

## Taxonomía y etimología
Descrita originalmente por el escritor y naturalista escocés Robert Kerr en 1793 como Psittacus hollandicus, la cacatúa ninfa fue trasladada a su propio género, Nymphicus, por Wagler en 1832. El epíteto específico hollandicus se refiere a Nueva Holanda, un nombre histórico para Australia.

## Descripción
Mide entre 30 y 33 cm. Se caracteriza por tener una cresta eréctil y además, en contraste con la mayoría de las cacatúas, poseen unas plumas largas en la cola que pueden llegar a representar la mitad del tamaño total del ave. Su plumaje es, generalmente gris (a excepción de la variedad blanca, no confundir con la albina), con una mancha naranja en cada mejilla.
Estos rasgos de plumaje difieren en sus distintas variedades (ninfa blanca, perlada, gris, etc.).

### Dimorfismo sexual
La hembra adulta se distingue del macho por tener unas filas de puntos amarillos bajo las alas, además de un barrado amarillo en las plumas de la cola. Los machos jóvenes también poseen estas barras detrás de la cola, pero las pierden cuando comienzan a mudar.

## Distribución y hábitat
Las cacatúas ninfas son nativas de Australia, donde se encuentran principalmente en países áridos o semiáridos, pero siempre cerca del agua. En gran parte nómada, la especie se trasladará a donde haya comida y agua disponibles. Por lo general, se les ve en parejas o en pequeñas bandadas. A veces, cientos se congregan alrededor de un solo cuerpo de agua. Las ninfas salvajes normalmente comen semillas, particularmente acacia, trigo, girasol y sorgo. Para consternación de muchos granjeros, a menudo comen cultivos. Se pueden observar cacatúas en los alrededores del oeste de Nueva Gales del Sur, Queensland, Alice Springs y la esquina noroeste de Australia Occidental. Son una especie rara en Tasmania.

## Reproducción

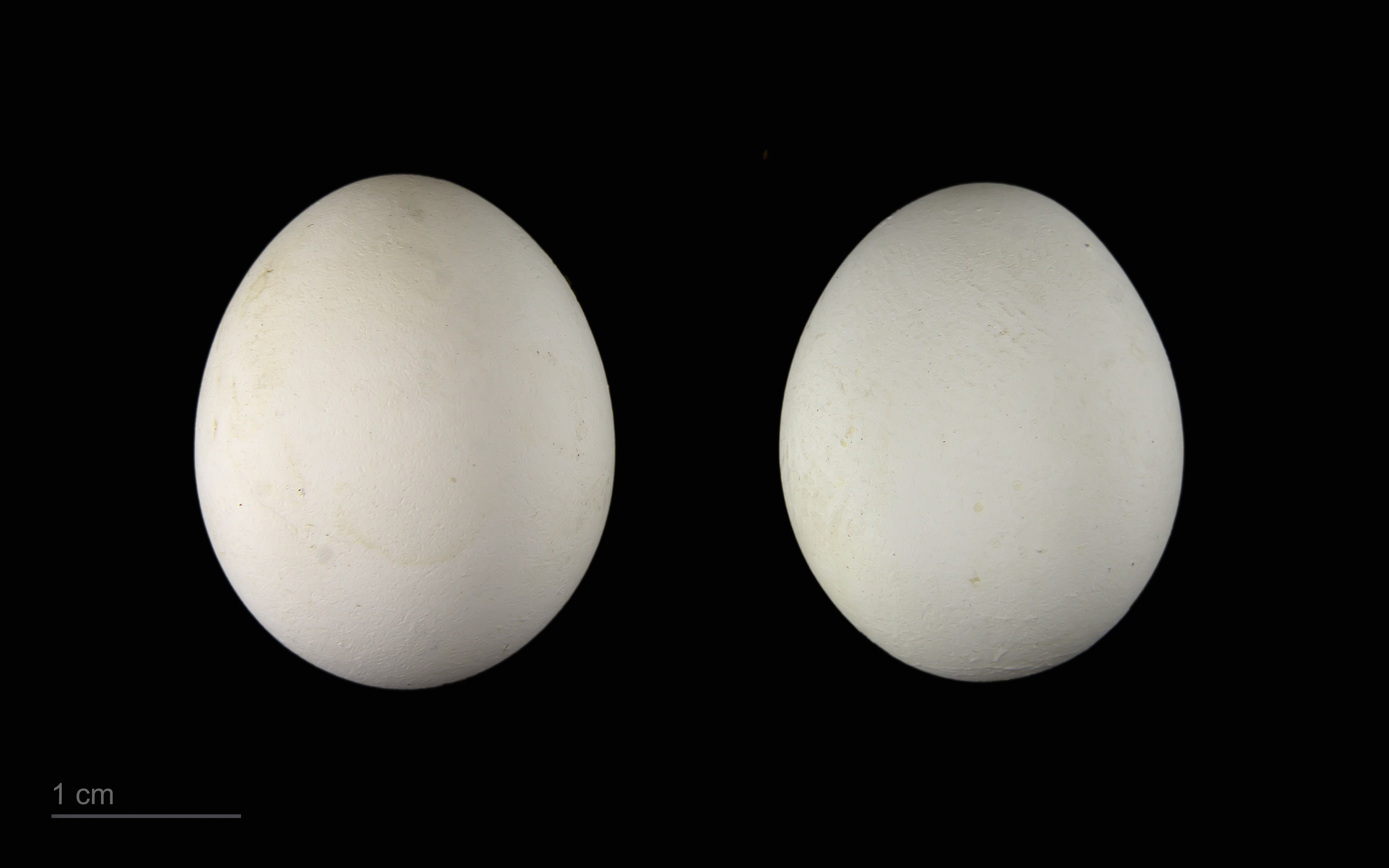
Nymphicus hollandicus - MHNT

Las condiciones del clima juegan un papel bastante fundamental en el tiempo en que la cacatúa ninfa se reproduce, principalmente en aquellos días en que son lluviosos, por ejemplo, el tiempo de reproducción de este tipo de animales exóticos que se encuentran en el lado sur del continente australiano se da en los meses entre agosto y diciembre.
Por otra parte, la cría de la cacatúa se da en el lado norte una vez están finalizando las lluvias, en los meses comprendidos entre abril y junio.
También se conoce que aquellas que se encuentran en la parte central del continente se reproducen el cualquiera de los doce meses del año, después de haber culminado en el periodo de lluvias.
Las ninfas resguardan sus nidos en los huecos de los árboles, normalmente en árboles de eucalipto que se encuentran a pocas distancia de un sitio donde puedan conseguir agua. Las hembras ponen entre 4 a 6 huevos, una cantidad que en ocasiones pueden superar. La incubación de estos huevos tiene un tiempo aproximado entre 20 y 25 días. Las crías luego de unas tres o cuatro semanas de haber nacido dejan el nido.

## Avicultura
En todo el mundo existen actualmente 22 mutaciones de color de cacatúa ninfa establecidas en avicultura, de las cuales ocho son exclusivas de Australia. Las mutaciones en cautiverio han surgido en varios colores, algunos muy diferentes a los observados en la naturaleza. Las cacatúas salvajes son grises con diferencias visibles entre machos y hembras. Las ninfas grises machos suelen tener la cabeza amarilla, mientras que la hembra tiene la cabeza gris. Los juveniles tienden a parecerse a las hembras con picos más rosados. La mutación de varios colores apareció por primera vez en California en 1949. Esta mutación es una mancha de color en un ave de color sólido. Por ejemplo, esto puede aparecer como una mancha gris en una cacatúa amarilla.
La coloración lutina se vio por primera vez en 1958. Estas aves carecen del gris de sus contrapartes salvajes y son de color blanco a amarillo pálido. Este es un color popular; Debido a la endogamia, estas cacatúas suelen tener una pequeña calva detrás de la cresta. La mutación canela, vista por primera vez en la década de 1950, es muy similar en apariencia a la gris; sin embargo, estas aves tienen una coloración más cálida y marrón. La perlada se vio por primera vez en 1967. Esto se ve como una pluma de un color con un borde de diferente color, como plumas grises con puntas amarillas. Este patrón distintivo está en las alas o la espalda de un pájaro. La mutación del color albino es la falta de pigmento. Estas aves son blancas con ojos rojos. Las cacatúas en barbecho aparecieron por primera vez en algún momento de la década de 1970. Esta mutación se muestra como un pájaro de color canela con secciones amarillas. Otras mutaciones incluyen esmeralda/oliva, plata dominante y recesiva, y mutaciones exclusivas de Australia: barbecho australiano, desteñido (plata de la costa oeste), plata diluida/pastel (plata de la costa este), lentejuela plateada (diluida con bordes), platino, teñida (oliva australiana) y peltre. Otras mutaciones, como las mutaciones que alteran la cara, incluyen la cara blanca, la cara pastel, la mejilla amarilla dominante, la mejilla amarilla ligada al sexo, la mejilla dorada, la cara crema y la mejilla amarilla australiana.
Las mutaciones de color de las cacatúas pueden volverse aún más complejas ya que un ave puede tener múltiples mutaciones de color. Por ejemplo, una cacatúa ninfa lutina amarilla puede tener perlas: manchas blancas en la espalda y las alas. Esta es una doble mutación. Un ejemplo de una mutación cuádruple sería la cacatúa canela con color amarillo en la cara con marcas perladas y de varios colores.

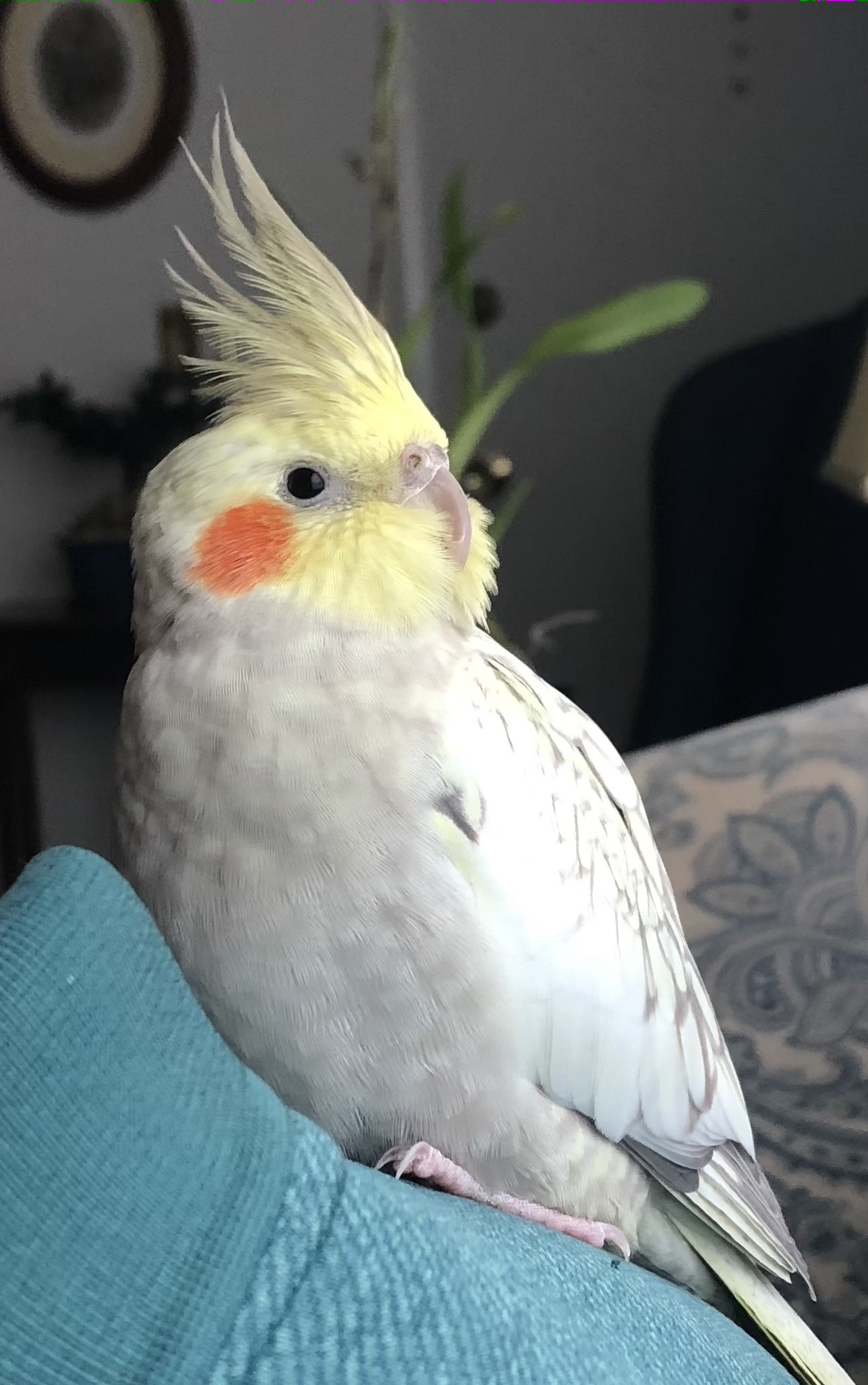
Cacatúa ninfa perlada hembra.
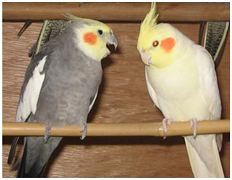
Cacatúas ninfas machos de colores gris (izquierda) y lutino (derecha).
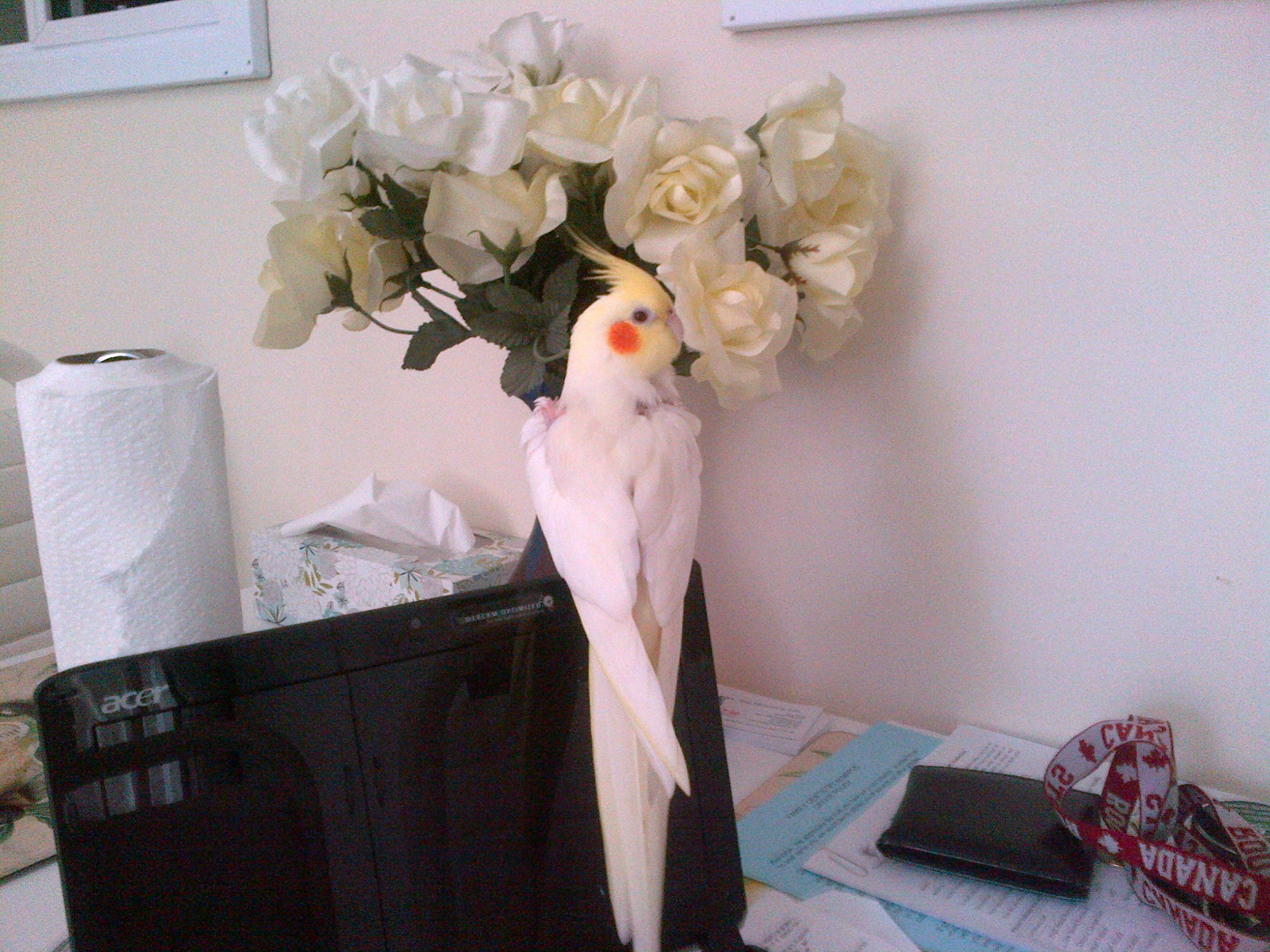
Cacatúa ninfa lutina hembra.
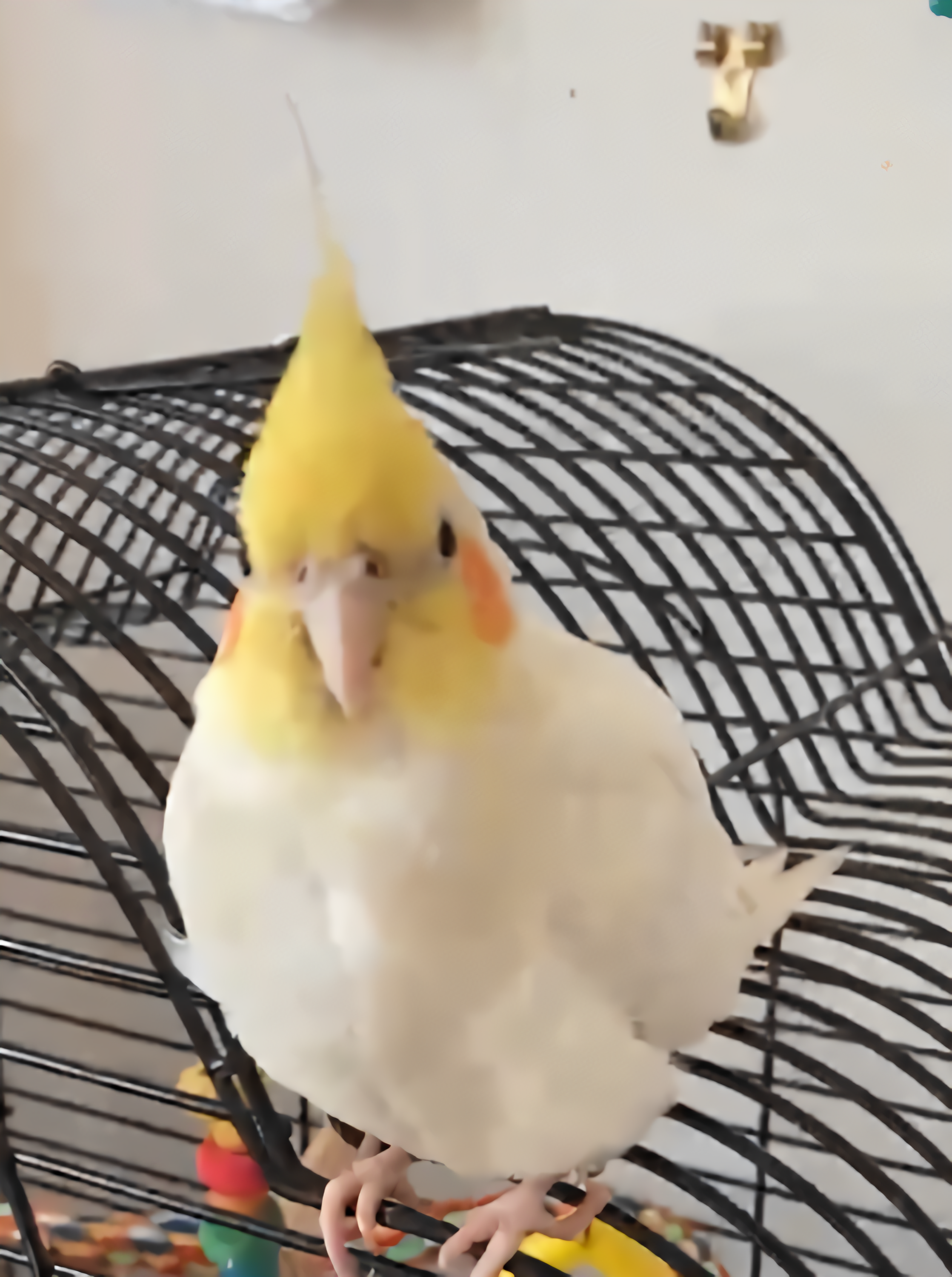
Cacatúa ninfa lutina macho de un año y medio.
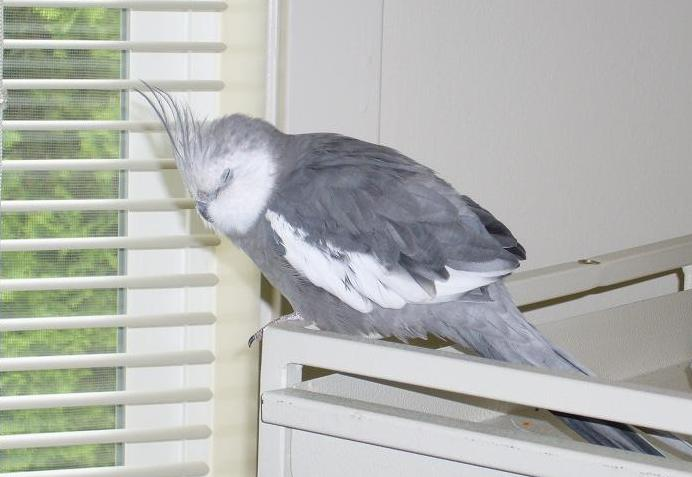
Cacatúa ninfa de cara blanca macho descansando.